# وو، شهرستان لانه ویرو
وو، شهرستان لانه ویروس (به لاتین: Vao, Lääne-Viru County) یک روستا در استونی است که در دهستان وایک-ماریا واقع شده‌است.